# Frozen (песня Мадонны)
Frozen (с англ. — «Замёрзший») — песня Мадонны с её седьмого студийного альбома 1998 года Ray of Light. Была выпущена как первый сингл с альбома в феврале 1998 года.

## Информация
«Frozen» представляет собой электронную балладу. В песне видны радикальные изменения для Мадонны. Тёмный электронный подтекст, ближневосточные ударные и её новый вокальный диапазон были ранее неисследованными территориями для певицы. Однако, песня имела огромный успех и поклонники оценили её как одну из лучших песен Мадонны. «Frozen» получила множество положительных отзывов от большинства музыкальных критиков. По сообщениям певицы, лирика песни об «эмоционально замороженном человеке». Песня в основном состоит из нот тональности фа минор.

## Позиции в чартах
Сингл имел огромный успех по всему миру. Он возглавил чарты в нескольких странах, в том числе Великобритании, Италии, Испании и Финляндии, однако в большинстве стран занимал 2 место. В США он был также вторым. Песня стала шестым синглом Мадонны, достигшим 2 места в США, что делает её певицей с наибольшим количеством синглов, занимавших второе место в чартах в истории Billboard Hot 100.

## Музыкальное видео
Съёмки видеоклипа проходили в пустыне Мохаве в Калифорнии с 7 по 10 января 1998 года. Режиссёром клипа стал Крис Каннингем, вдохновлённый фильмами «Английский пациент» и «Укрытие неба». В 1998 году видеоклип стал победителем премии MTV Video Music Award за «Лучшие спецэффекты». Премьера клипа состоялась 12 февраля 1998 года на канале MTV.
- Режиссёр: Крис Каннингэм
- Режиссёр: Ник Уортхолл
- Оператор-постановщик: Дариус Хонджи
- Монтажёр: Гэри Найт
- Компания-производитель: Black Dog Films

## Обвинения в заимствованиях и плагиате
После выхода клипа российская певица Линда, её пресс-секретарь Антон Климов и режиссёр клипа «Ворона» 1996 года Армен Петросян высказывались о сходстве между некоторыми визуальными элементами двух клипов, однако иск в суд так и не был подан.
18 ноября 2005 года бельгийский суд постановил, что основная тема «Frozen» была украдена из песни «Ma vie fout le camp» (англ. «My Life’s Getting Nowhere»), сочинённой Сальваторе Акавивой (англ. Salvatore Acquaviva). Суд обязал отчислять деньги с продаж дисков и запретил дальнейшее проигрывание песни на бельгийском телевидении и радио. Также судья предписал компаниям Warner Music Group, EMI и Sony распространить решение суда в течение 15 дней под угрозой штрафа в 125 тысяч евро.
Адвокат Акавивы заявил:

Мы пытались достигнуть дружественного соглашения, но они не хотели вести переговоры, так что я возбудил иск о плагиате. Они украли песню, следовательно должны заплатить её цену.
Оригинальный текст (англ.)We tried to reach a friendly agreement... but they didn't want to negotiate so I sued for plagiarism. They have stolen a song, so they have to pay the value of the song.

Адвокат также заявил, что решение суда было лишь первым шагом, и дальнейшее обсуждение должно идти по поводу авторских прав, которые Мадонна получила на «Frozen». Песня была впоследствии исключена из бельгийского тиража альбома Мадонны Celebration в 2009 г.
Представители певицы не оставили решение суда без внимания и подали апелляцию. В феврале 2014 года было вынесено новое решение: в этот раз суд не нашёл плагиата в песне. Кроме того, в постановлении говорилось, что мелодии обеих композиций «не слишком оригинальны» и их можно встретить в других песнях. Судья снял с Мадонны все обвинения и дал разрешение на использование и продажу песни в Бельгии.

## Список композиций
US 7" vinyl/ US CD single/ EU CD single/ JP CD single/ SP promo CD single/ UK cassette single
- A «Frozen» — 6:10
- B «Shanti/Ashtangi» — 4:29

US 12" promo vinyl
- A1 «Frozen» (William Orbit Widescreen Mix) — 6:34
- A2 «Frozen» (William Orbit Drumapella) — 5:15
- B «Frozen» (Victor Calderone Drumapella) — 5:09

US 12" vinyl
- A1 «Frozen» (Album Version) — 6:10
- A2 «Frozen» (Stereo MC’s Remix) — 5:45
- B1 «Frozen» (Extended Club Mix) — 11:17
- B2 «Frozen» (Meltdown Mix) — 8:09

US promo CD single
1. «Frozen» (Radio Edit) — 5:08
2. «Frozen» (Album Version) — 6:10
3. «Frozen» (Call Out Research Hook)

US promo CD single
1. «Frozen» (Stereo MC’s Remix Edit) — 4:52
2. «Frozen» (Extended Club Mix Edit) — 4:55
3. «Frozen» (Radio Edit) — 5:08

US Maxi-CD
1. «Frozen» (Album Version) — 6:10
2. «Frozen» (Stereo MC’s Remix) — 5:45
3. «Frozen» (Extended Club Mix) — 11:17
4. «Frozen» (Meltdown Mix) — 8:09

EU 12" vinyl
- A «Frozen» — 11:17
- B1 «Frozen» — 5:45
- B2 «Frozen» — 8:09

EU promo CD single
1. «Frozen» (Radio Edit) — 5:08
2. «Frozen» (Album Version) — 6:10

UK CD single
1. «Frozen» (Album Version) - 6:10
2. «Frozen» (Stereo MC’s Remix) - 5:45
3. «Frozen» (Meltdown Mix — Long Version) - 8:09
4. «Frozen» (Extended Club Mix) - 11:17
5. «Frozen» (Widescreen Mix) - 6:33

## Официальные версии
- Album Version (6:10)
- Radio Edit (5:08)
- Unedited Version (6:18)
- Call Out Research Hook
- Stereo MC’s Mix (5:45)
- Stereo MC’s Mix Edit (4:56)
- Victor Calderone Extended Club Mix (11:17)
- Victor Calderone Extended Club Mix Radio Edit (4:17)
- Victor Calderone Extended Club Mix Edit (4:41)
- Victor Calderone Drum-A-Pella (5:07)
- William Orbit Meltdown Mix (8:09)
- William Orbit Meltdown Short Mix (4:53)
- William Orbit Drum-A-Pella (5:14)
- William Orbit Widescreen Mix (6:33)
- Video Edit (5:20)
- Sticky & Sweet Tour Official Studio Version — 4:12

## Участники записи
- Мадонна — автор песни, продюсер
- Патрик Леонард — автор песни, продюсер, ремиксер, аранжировщик
- Уильям Орбит — продюсер
- Мариус де Врис — клавишные, программирование
- Крейг Армстронг — струнная аранжировка